# „Leśne kościoły” ewangelickie w Beskidach
„Leśne kościoły” ewangelickie – miejsca odludnie położone w beskidzkich lasach, zwłaszcza w Beskidzie Śląskim, gdzie w okresie kontrreformacji (w latach około 1654–1709) ewangelicy ze Śląska Cieszyńskiego potajemnie odprawiali nabożeństwa.
W 1654 roku tzw. komisja religijna z polecenia cesarza Ferdynanda III odebrała ewangelikom Śląska Cieszyńskiego wszystkie kościoły. Miejscowa ludność ewangelicka mając jeszcze w pamięci niedawno zakończoną wojnę 30-letnią w obawie przed represjami nie stawiała oporu.
Miejscowi ewangelicy nie mogąc gromadzić się w kościołach korzystali z posługi wędrownych kaznodziejów, którzy na te tereny potajemnie przybywali głównie z Górnych Węgier, ale też i z Dolnego Śląska czy z Królestwa Polskiego. Nabożeństwa odprawiano na odludnych miejscach, głównie w górach. Było tych miejsc wiele, często zmieniano je dla uniknięcia represji. Do naszych czasów dzięki ustnym przekazom zachowała się pamięć o dziewięciu takich miejscach, znajdujących się w górach, w Beskidzie Śląskim. W jego polskiej części znajduje się ich sześć, po stronie czeskiej trzy.

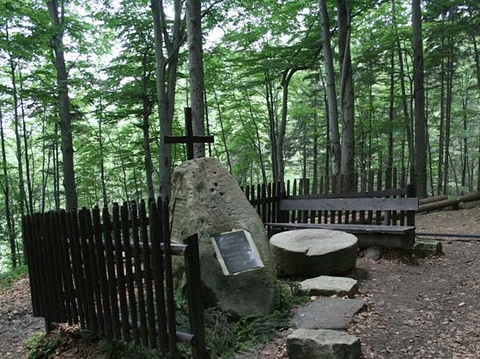
„Kamień” na Równicy w Ustroniu

## „Kamień” na Równicy w Ustroniu
Jest to najlepiej znane i najpopularniejsze takie miejsce w Beskidach. Leży na zachodnich zboczach Równicy, w rejonie źródlisk potoku Gościeradowiec, na wysokości ok. 700 m n.p.m. Znajduje się tu płaski kamień, pełniący kiedyś rolę ołtarza, w związku z czym mieszkańcy Ustronia miejsce to zwą tradycyjnie "ku Kamiyniu". W 1904 roku, w 250. rocznicę rozpoczęcia leśnych nabożeństw, źródełko obok „Kamienia” zostało obudowane i umieszczono na nim tablicę z datą 16.07.1904. W 1928 miejsce to zostało wpisane do rejestru zabytków, a kilka lat później został umieszczony tu napis „Miejsce nabożeństw ewangelików w latach od 1654 do 1709”, który w 1935 został częściowo uszkodzony.
W okresie międzywojennym odbywały się tu okolicznościowe spotkania, głównie młodzieży ewangelickiej. Organizowano je w przeddzień pamiątki poświęcenia ustrońskiego kościoła ap. Jakuba Starszego. Od 1958 przy „Kamieniu” przeprowadzano zakończenia roku szkolnego dla dzieci uczęszczających na szkółkę niedzielną dla dzieci, z udziałem rodziców. W 1961 zainaugurowano corocznie odprawiane tam nabożeństwa w Święto Bratniej Pomocy im. Gustawa Adolfa, przypadające na ten sam dzień co katolickie święto Bożego Ciała. Obecnie w odprawianych tu nabożeństwach uczestniczą wielkie tłumy wiernych, nawet z odległych parafii. Co dwa lata po nabożeństwie odbywają się na terenach wokół schroniska na Równicy imprezy towarzyszące.
Tuż obok przy „Kamieniu” przebiega Główny Szlak Beskidzki – znakowany kolorem  czerwonym najdłuższy górski szlak turystyczny w Polsce.

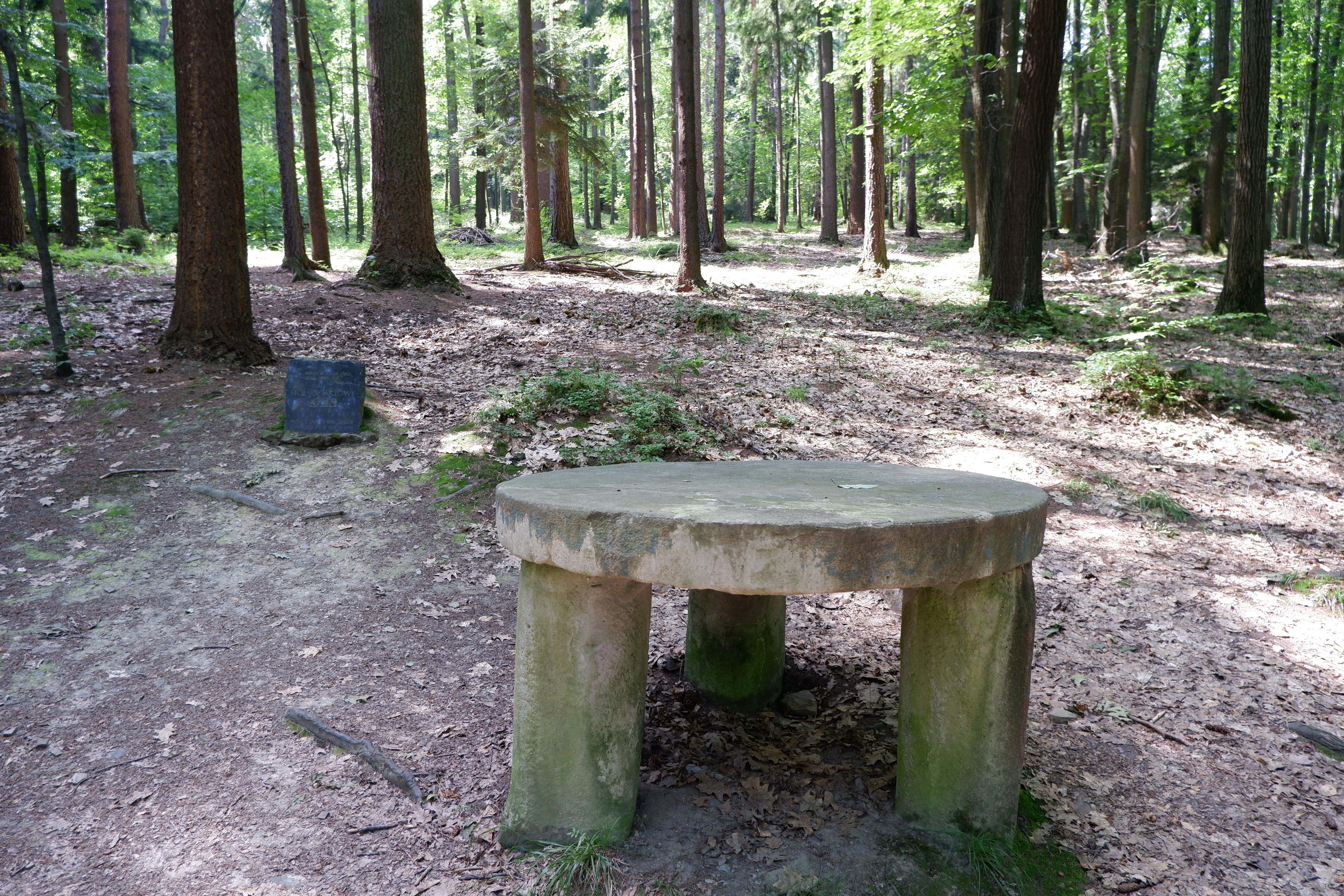
Stół ołtarzowy „Jan” w Bielsku-Białej

## Stół ołtarzowy „Jan” w Bielsku-Białej
Jest to jedyny kościół leśny leżący nie wysoko w górach, ale na południowych peryferiach Bielska-Białej, w sąsiedztwie Bielskich Błoni, obok czerwonego szlaku do schroniska „Stefanka” na Koziej Górze. Parafia ewangelicka w Bielsku-Białej, w porozumieniu z konserwatorem zabytków, od 1996 organizuje nabożeństwa przy kamiennym stole ołtarzowym w przeddzień pamiątki założenia swojego kościoła. Obok stołu umieszczono w 1996 mały głaz z wyrytym wersetem biblijnym i informacją o znaczeniu tego miejsca.

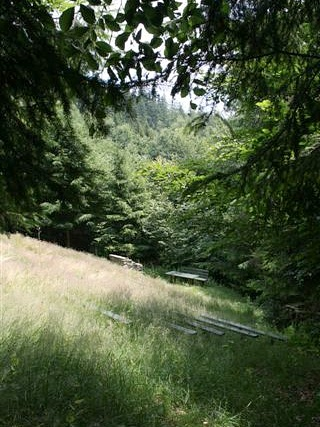
Kościół na „Szymkowie” w Wiśle Bukowej

## Kościół na „Szymkowie” w Wiśle Bukowej
Nabożeństwa na „Szymkowie” odprawiane były w latach 1654-1782. Ostatnie nabożeństwo w 1782 odprawione zostało jako nabożeństwo dziękczynne za uzyskaną wolność religijną (dla Śląska Cieszyńskiego patent tolerancyjny został ogłoszony rok później, niż dla Przedlitawii, w innym brzmieniu, w osobnym okólniku gubernialnym z dnia 30 marca 1782). Przeniesiono wówczas naczynia liturgiczne na ołtarz w nowo wybudowanym kościele. Obecnie nabożeństwa na Bukowej odbywają się od 1983 r. Od roku 1988 są one odprawiane zawsze w ostatnią niedzielę sierpnia w godzinach przedpołudniowych.

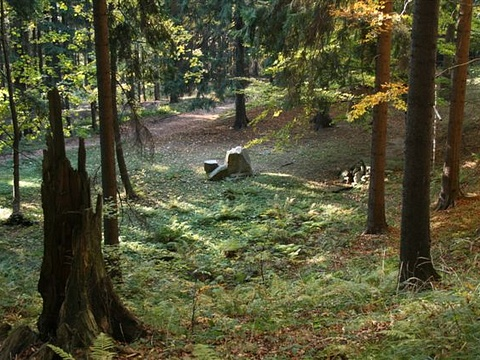
„Spowiedzisko” w Lesznej Górnej

## „Spowiedzisko” w Lesznej Górnej
„Spowiedzisko” położone jest u podnóża Małej Czantorii, niedaleko czarnego szlaku z Goleszowa na szczyt, przy leśnej drodze z Lesznej Górnej do Nydku w Czechach. Znajdowało się tam dawniej źródełko, w którym najprawdopodobniej chrzczono dzieci. Zostało ono później zdewastowane i na jego miejscu znajduje się dziś studnia. Nabożeństwa na „Spowiedzisku” odbywają się od 1993 w ostatnią niedzielę czerwca i zawsze są one – w jedynym z leśnych kościołów – połączone ze spowiedzią i komunią świętą. W 1998 postawiono tam dwa kamienie stanowiące ołtarz i ambonę.

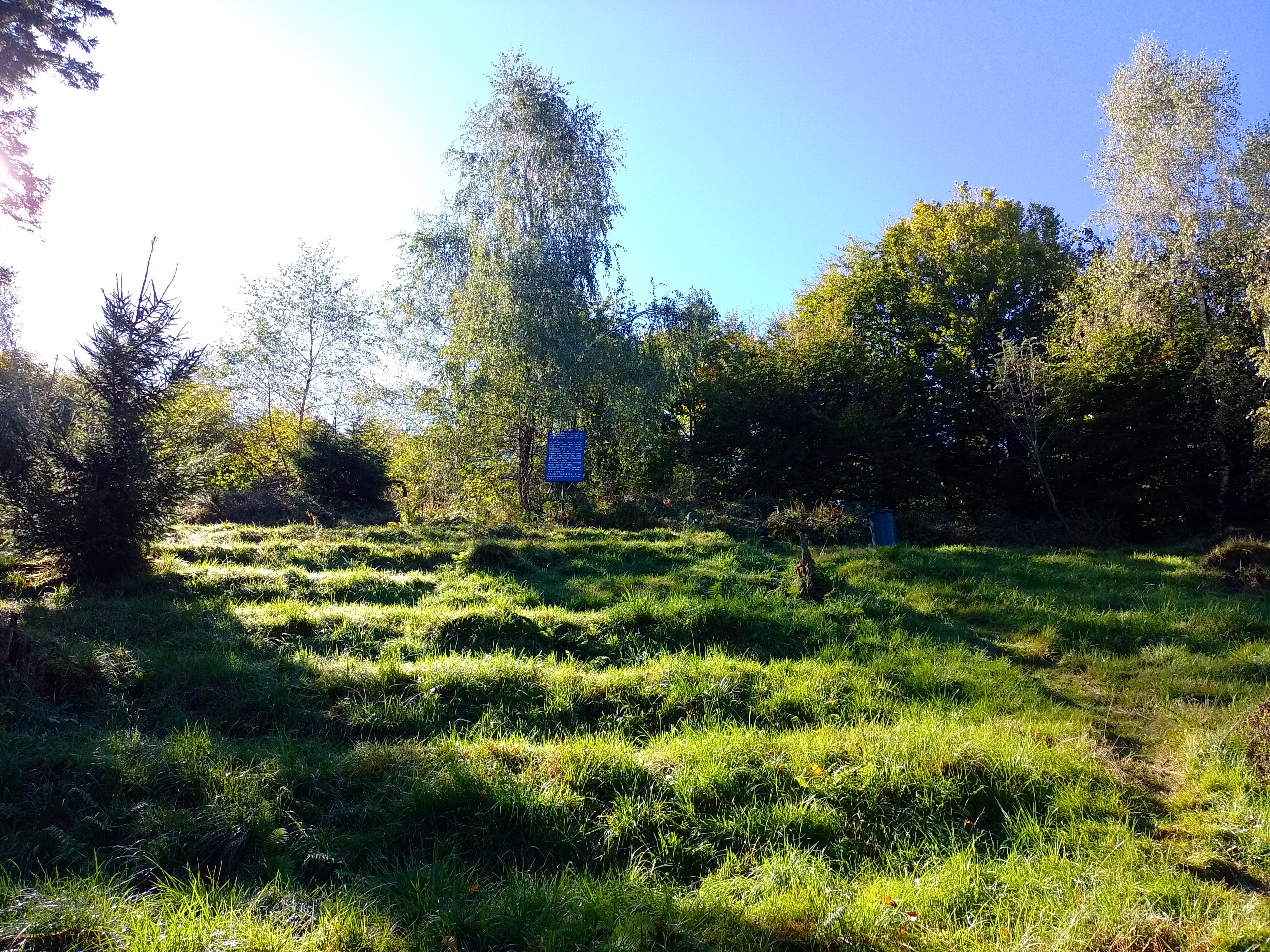
Leśny kościół w Jaworzu

## Leśny kościół w Jaworzu
Miejsce to zlokalizowano na stromym stoku Wysokiego, pomiędzy Kopanym a Borowiną. Jednak niektórzy jaworzanie wiedzieli o jego istnieniu dzięki ustnym informacjom przekazywanym z pokolenia na pokolenie. Za sprawą Towarzystwa Miłośników Jaworza przeszukano przypuszczalny teren „leśnego kościoła”. Po oczyszczeniu terenu odsłonięty został amfiteatr o 13 stopniach wyłożonych kamieniami, w którym mogło pomieścić się 500 osób. Do miejsca tego wytyczono dwa szlaki turystyczne, jeden od ul. Panoramicznej, drugi doliną potoku Szeroki. Ponad ostatnim stopniem umieszczono tablicę informacyjną. Na terenie „Spowiedziska” odbywa się 15 sierpnia Nabożeństwo ewangelickie. Obecna oficjalna nazwa tego miejsca to „Uroczysko kultowe”, budząca skojarzenia dalekie od celu jakiemu w przeszłości służyło. W 2007 wójt Jaworza zobowiązał się podjąć starania o zmianę tej nazwy.

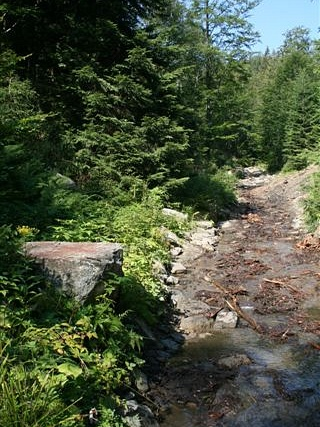
„Do wiary” w Ostrem

## „Do wiary” w Ostrem
„Do wiary” leży w widłach potoku Leśna i u stóp Kościelca, w XVII wieku poza Księstwem Cieszyńskim, na terenie Królestwa Polskiego. Dlatego restrykcje wprowadzone w 1654 tam nie obowiązywały. Jednak sama nazwa „Do wiary” jest używana wśród leśników do dziś. Odprawianie tu nabożeństw potwierdzają ustne przekazy potomków wiślan, którzy mieszkali w tej okolicy od początków XIX w. W oparciu o te informacje rozpoczęto na tym terenie poszukiwania, które zakończyły się odnalezieniem bloku skalnego odpowiadającego opisom. Znajdował się na nim w przeszłości wyryty werset biblijny oraz kielich i krzyż. Dziś kamień pozbawiony jest tych symboli. W 2007 zostało tu odprawione nabożeństwo. Planuje się organizowanie w tym miejscu corocznych nabożeństw w ostatnią niedzielę września.

## Zakamień w Nydku na Czantorii

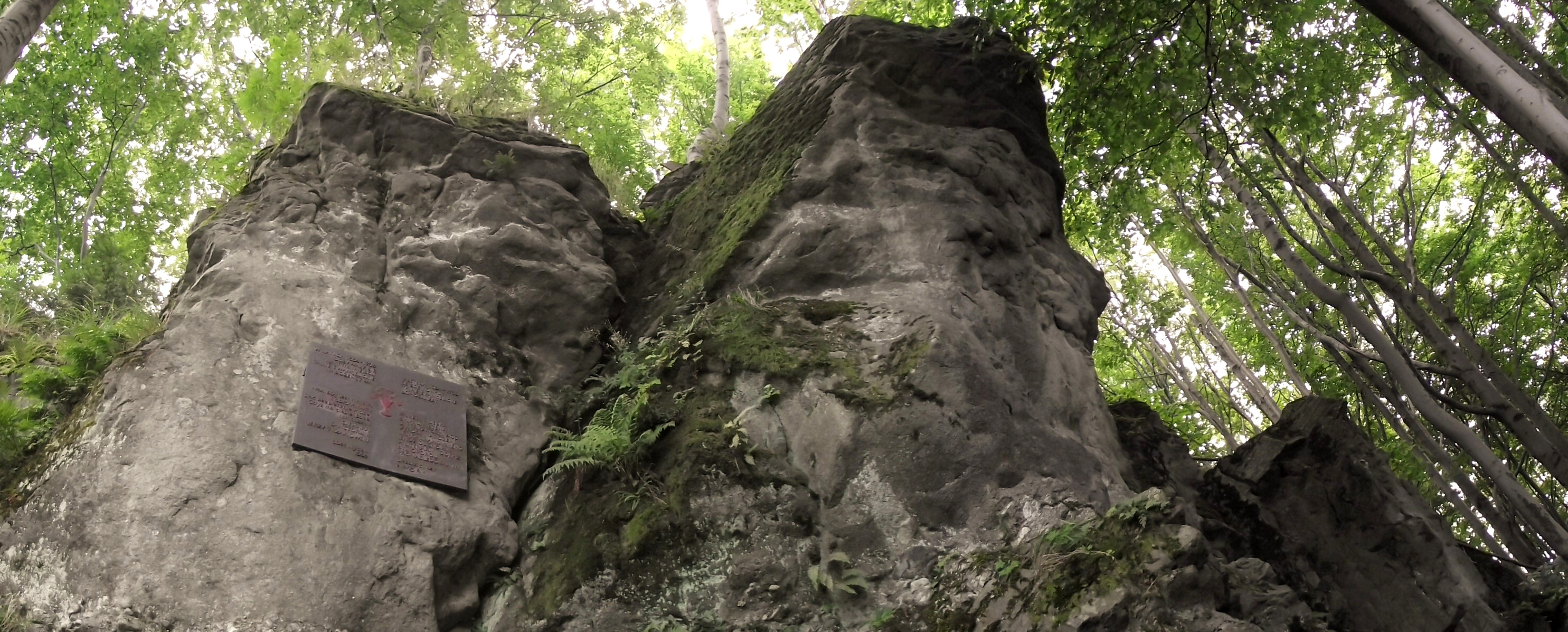
Zakamień w Nydku na Czantorii

Zakamień leży na południowym stoku Czantorii. Dojść do niego można znakowanymi szlakami turystycznymi od schroniska na Czantorii, z Nydku i ze Spowiedziska w Lesznej Górnej. Nabożeństwa były tu odprawiane w latach 1654-1709. Pozostałością po nich jest krzyż wyryty na wychodni skalnej pełniącej funkcję ołtarza. W 1992 roku została tu odsłonięta tablica pamiątkowa poświęcona ks. Jerzemu Trzanowskiemu (w jęz. polskim i czeskim). Spotkania i uroczystości odbywają się tu nieregularnie. Pamiątkowa tablica na Zakamieniu leży przy niedawno wytyczonym szlaku „rycerskim” i czerwonym szlaku turystycznym.

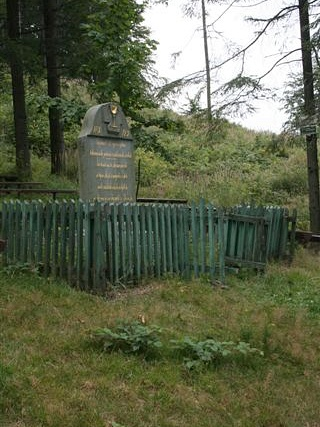
Godula w Ligotce Kameralnej

## Godula w Ligotce Kameralnej
Na Goduli nad Ligotką Kameralną w 1926 odbył się zjazd młodzieży ewangelickiej. W końcu lat 20. XX w. parafianie z Ligotki Kameralnej zamierzali w miejscu dawnych nabożeństw ewangelickich postawić pomnik, jednak zamierzeń tych nie udało się zrealizować, gdyż ówczesne władze czechosłowackie nie wyraziły zgody na umieszczenie na pomniku napisów w języku polskim. Pomnik postawiła dopiero Ewangelicka Macierz Trzanowskiego w 150. rocznicę ogłoszenia Patentu Tolerancyjnego w 1931, ale z napisem tylko w języku czeskim. Pod koniec lat 40. odbywały się tam zjazdy szkółek niedzielnych. Obecnie raz w roku w maju odbywają się spotkania młodzieżowe o charakterze ewangelizacyjnym. Dojście do pomnika od hotelu „Ondraš”, ok. 600 metrów.

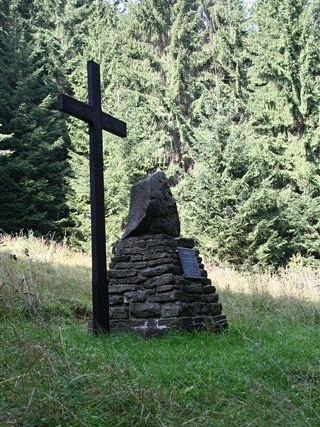
„Kościółki” w Łomnej Dolnej

## „Kościółki” w Łomnej Dolnej
Miejsce to należy do niedawno odkrytych. Poszukiwania w tej okolicy zakończyły się znalezieniem obelisku leżącego w potoku Jastrzębskim. Znajdowały się na nim mocno zniszczone przez czas symbole religijne. W uzgodnieniu z władzami leśnymi w 1998 pomnik ten postawiono i poświęcono na pobliskiej polanie (pierwsze nabożeństwo odbyło się tu dwa lata wcześniej).
W pobliżu tego miejsca położona jest grupa wychodni skalnych nazywanych „Noclegi”, z charakterystycznymi wnękami w kształcie półek skalnych; być może miejsca te służyły księżom przybywającym z pobliskiej Słowacji i uczestnikom nabożeństw za miejsce noclegów. Obecnie odbywają się tam nieregularnie spotkania. Dojście dla większych grup jest źle widziane przez służbę leśną.